# Rorippa gigantea
Rorippa gigantea — вид рослин з родини капустяних (Brassicaceae), поширений у східній Австралії.

## Опис
Зазвичай однорічна рослина, до 120 см у висоту, від лежачої до прямостійної, без запушення. Листки сидячі, від довгастих до ланцетоподібних, до 12 см завдовжки; краї цілі або ± зубчасті з широко розташованими зубами; листки стебла зменшені. Чашолистки завдовжки 0.5–3 мм; пелюстки — 2–5 мм, білі; тичинок 6. Плід (стручок) прямий, завдовжки 12–35 мм, 12–35 мм ушир; насіння в 2 ряди, не слизисті коли мокрі.

## Поширення
Поширений на сході Австралії — Південна Австралія, Квінсленд, Новий Південний Уельс, Австралійська столична територія, Вікторія, Тасманія.
Росте у вологих лісах.